# Григорян, Рафик Григорьевич
Ра́фик Григо́рьевич Григоря́н (арм. Ռաֆիկ Գրիգորի Գրիգորյան, эст. Rafik Grigorjan; род. 20 ноября 1948, Белая Церковь, Киевская область) — общественный деятель, доктор философии, профессор, историк. Дважды был советником Министра народонаселения Эстонии, избирался депутатом Городского собрания Тарту. Награждён Орденом Государственного герба Эстонии 5-й степени. Почетный гражданин г. Таллин, награждён специальным знаком отличия. Один из лидеров армянской общины Эстонии и представителя интересов эстонских меньшинств. Лауреат премии благотворительного фонда «Благовест». Автор более 250 научных и научно-популярных публикаций. Выступал с докладами на более чем 150 научных конференциях и семинарах, был экспертом ЮНЕСКО. Научно-педагогический стаж более 40 лет.

## Биография
Родился в семье участника Великой Отечественной войны. Деды Р. Г. Григоряна впервые познакомились в годы Первой мировой войны, находясь в составе Российских войск в Пернове (Пярну), где между ними завязалась фронтовая дружба, которая позже через брак его родителей в 1945 г. переросла в родственные отношения.
С 1955 г. учился в школе № 1 города Беслан; проучился в ней до 5-го класса.
В 1959 г. его отец попал под хрущевскую реформу армии и был демобилизован, не дослужив 6 месяцев до военной пенсии, и семья вернулась в Армению.
С 1959 по 1966 годы учился в школе № 14 г. Ленинакан. Затем работал на Саратовском станкостроительном заводе электрокарщиком. На заводе, наряду с работой, вел общественную работу по линии комсомола; был избран заместителем секретаря комсомольской организации (по художественной части).

## Образование и карьера
В 1967 г. Р. Г. Григорян поступил на историческое отделение Саратовского государственного университета, который окончил в 1972 году, получив квалификацию «Историк. Преподаватель истории и обществоведения».
Р. Г. Григорян вернулся в Армению и в этом же году устроился слесарем на Горисскую трикотажную фабрику, где выполнял работу не только слесаря, но и юриста, экспедитора, инженера по технике безопасности, а после работы ещё читал лекции в педагогическом институте по часовой ставке.
- В 1973 г. впервые посетил Тарту, где училась на филологическом факультете его будущая супруга Нина Линнасмяги.
- В 1974 г., став кандидатом в члены КПСС, приехал в Тарту и стал работать заведующим кабинетом истории КПСС.
- В 1975 г. женился и поступил в аспирантуру Университета Тарту.
- С 1975 по 1978 годы был преподавателем кафедры общественных наук Университета Тарту.
- В 1978 году завершил обучение в аспирантуре Университета Тарту. Позднее повышал квалификацию при Московском государственном университете и в городе Ахен (Германия).
- В 1980 г., работая преподавателем Университета Тарту, защитил диссертацию на ученую степень кандидата исторических наук по истории высшего образования в Эстонии и был избран старшим преподавателем.
- В 1983 году получил квалификацию доцента. Стажировался при Московском государственном университете, был избран членом Ученого Совета кафедр общественных наук Университета Тарту,
- с 1989 года — депутат Тартуского городского собрания.
- С 1989 по 1992 годы — докторант при кафедре философии Университета Тарту.
- В 1992 г., будучи депутатом Тартуского городского собрания, Р. Г. Григорян, как и многие неэстонцы, прибывшие в Эстонию после 1940 года, был лишён гражданства, то есть политических прав. Более того, когда он вернулся на кафедру философии и политологии, куда был прикреплен как докторант, ему заявили, что он больше не работает. Р. Г. Григорян стал работать учителем истории и граждановедения в средней школу № 13 г. Тарту (ныне Аннелиннаская гимназия), где он работал учителем-методистом до 1997 года.
- В 1995 г. он получил гражданство Эстонской республики и вновь активно включился в общественную жизнь;
  - в 1996 году вторично был избран депутатом Тартуского городского собрания.
- С 1995 г. — профессор Социально-гуманитарного института. Преподавал в ряде вузов Эстонии историю, философию, историю политических и правовых учений, политологию, культурологию, историю и граждановедение, автор спецкурса по теории и практике межнациональных отношений.
- С 1999 по 2005 годы — заведующий лекторатом истории и философии Нарвского колледжа Тартуского университета.
- С 2006 по 2013 годы читал лекции и работал профессором в различных частных вузах Эстонии, таких как Социально-гуманитарный институт, I Studium, Lex, Институт экономики и менеджмента «Eсomen» и других.

## Общественно-политическая деятельность
- Дважды (1997—1999 гг. и 2001—2002 гг.) был советником министра народонаселения Эстонии, входил в Эстонско-Российскую межправительственную комиссию.
- Стал одним из инициаторов создания Народного фронта Эстонии[6], входил в состав правления Тартуской секции НФЭ.
- Делегат всех четырёх съездов НФЭ.
  - В 1988 году на Первом Конгрессе НФЭ[7], был избран членом Совета уполномоченных НФЭ.
- С 1988 по 2017 годы — Председатель Южно-Эстонского Армянского национального общества.
- Дважды (1989—1993 гг. и 1996—1999 гг.) избирался депутатом Тартуского городского собрания.
- Один из организаторов и участников Форума народов Эстонии, который проходил 24 сентября 1988 года и поддержал стремление эстонского народа к независимости.
- С 1993 г. — член правления Международного объединения национально-культурных обществ Эстонии «Лира» Архивная копия от 29 октября 2018 на Wayback Machine.
- 1997—2006 гг. — член Круглого стола национальных меньшинств при президентах Эстонии Леннарте Мери и Арнольде Рюйтеле.
- С 2006 г. — Руководитель Аналитического и культурно-образовательного центра Intellectus.
- С 2006 г. — член Центристской партии Эстонии.
- В 2006 г. «за участие в борьба за восстановление независимости Эстонии» награждён «Орденом государственного герба 5-й степени».
- С 2007 г. является председателем Палаты представителей национальных меньшинств Эстонии[8],
  - организатор трех Конгрессов народов Эстонии (2007, 2010, 2016)[9].
- В 2015 г. стал почетным гражданином г. Таллин.

Является действующим членом Совета национально-культурных обществ при Министерстве культуры Эстонии.
Изучает межэтнические отношения и культурные различия народов в Армении и других странах.

## Личная жизнь
С 1974 года проживает в Эстонии. Женат на эстонке Нине Григорян (Линнасмяги); в семье трое детей.

## Публикации и научные труды
- Григорян, Р. Г. «Ахиллесова пята» Эстонии: национальный вопрос. Nelliprint, Таллинн: 2019.
- Григорян, Р. Г. История Эстонии. Армянский след — Intellectus, Таллин: 2017.
- Григорян, Р. Г. Мудрость народов Эстонии в пословицах и поговорках, анекдотах, притчах и тостах. Таллинн: 2014.
- Григорян, Р. Г. Курс лекций «Введение в философию». Учебно-методическое пособие для студентов. Тарту: 2005.
- Григорян, Р. Г. «Неизвестные страницы поющей революции» — в сб. «Анатомия независимости» Санкт-Петербург — Тарту: 2004, с.159 — 199.
- Григорян, Р. Г. «Мультикультурное общество и национальное государство». — Сборник: «Проблема „другого голоса“ в языке, литературе и культуре». Материалы 1-й Международной конференции 27-29 марта 2003 года. Янус, Санкт-Петербург: 2003, стр. 26 — 32.
- Григорян Р. Г. «Феномен Ельцина». Вайнах. Москва: 1997, № 1, c. 30 — 32.
- Grigorjan, R. «Armeenia üliõpilased Keiserlikus Tartu Ülikoolis (1830—1918)» — Kogumik: Ajalooline Ajakiri 2002, 1/2(116/117). Tartu Ülikooli ajaloo osakonna ja Akadeemilise Ajalooseltsi ajakiri. 200 aastat Ülikooli taasavamisest Tartus. Ajalookirjanduse Sihtasutus Kleio, 2002, lk. 245—264.
- Grigorjan, R. «Armeenlased. Eesti Rahvaste raamat: Rahvusvähemused-, rühmad ja- killud. Eesti Entsüklopeediakirjastus». Tallinn: 1999, lk. 26 — 32.
- Григорян Р. Особенности формирования этнического идентитета в мультикультурном обществе — в сб. Глобализация и культура. Аналитический подход. Санкт-Петербург, 2003, с.150 −160.